# Jan Pyszka
Jan Pyszka, ps. „Zbigniew” (ur. 26 października 1924 w Bydgoszczy, zm. 26 kwietnia 2015) – polski żołnierz podziemia niepodległościowego w czasie II wojny światowej w ramach Armii Krajowej.

## Życiorys
Urodził się w rodzinie Antoniego i Bronisławy (1903–1940) Pyszka. Miał dwie siostry. W Bydgoszczy ukończył szkołę podstawową, należał do harcerstwa.
Na początku okupacji niemieckiej młodszą o dwa lata siostrę Jana Niemcy wywieźli na roboty przymusowe. Pod koniec marca 1940 zamieszkał z rodziną w Warszawie - Włochach. Ukończył dwuletnią średnią szkołę techniczną. Należał do konspiracji. Brał udział w powstaniu warszawskim jako kapral z cenzusem plutonu 172 - 5. kompania „Wysocki-Philips” - batalion „Kiliński” AK. Po upadku powstania trafił do niewoli niemieckiej (nr jeniecki 298896) w Stalagu IV B Mühlberg.
Zmarł 26 kwietnia 2015 roku, pochowany na cmentarzu Parafii Świętych Teresy od Dzieciątka Jezus i Męczenników Rzymskich we Włochach (sektor B3-22-51).

## Ordery i odznaczenia
- Krzyż Srebrny Orderu Wojennego Virtuti Militari[4]
- Warszawski Krzyż Powstańczy[5]